# Shameless (canción de Camila Cabello)
«Shameless» es una canción de la cantante cubanomexicana Camila Cabello. Fue lanzada como sencillo el 5 de septiembre de 2019 junto a Liar. Forma parte de su segundo álbum de estudio Romance. La pista fue escrita por Camila Cabello, Andrew Wotman y The Monsters & The Strangerz.

## Antecedentes y lanzamiento
El 1 de septiembre de 2019, Camila Cabello publicó un avance de su próximo proyecto llamado Romance en sus redes sociales. La primera entrega se anunció para el 5 de septiembre de 2019. La portada oficial de la canción se dio a conocer el 4 de septiembre de 2019 junto a la canción Liar.
«Shameless» se estrenó como sencillo el 5 de septiembre de 2019 junto a su vídeo oficial. Tiene un ritmo musical con aires de rock a diferencias de sus sencillos y trabajos anteriores. Según la cantante, la pista entrega un lado más personal, contando lo que ha vivido durante los últimos dos años. Fue escrito por Camila Cabello, Andrew Wotman y The Monsters & The Strangerz, mientras que la producción fue llevada a cabo por Andrew Watt y The Monsters and The Strangerz.

## Vídeo musical
El musical de «Shameless» se lanzó el 5 de septiembre de 2019 en el canal de YouTube de la cantante. Fue dirigido por Henry Scholfield y grabado en Los Ángeles.

## Lista de ediciones
Descarga digital

| N.º | Título                     | Duración |  |
| 1.  | «Shameless» (Radio single) | 3:39     |  |

## Créditos y personal
Créditos adaptados de Genius.
- Camila Cabello – composición, vocales
- Serban Ghenea – ingeniero de mezcla
- Dave Kutch – ingeniero de masterización
- Andrew Watt - producción , composición, guitarra, teclado, programación
- The Monsters & The Strangerz - producción, teclado, programación
- Alexandra Tamposi - composición
- Jonathan Bellion - composición
- Jordan Johnson - composición
- Stefan Johnson - composición
- Chris Galland - mezcla
- Manny Marroquin - mezcla
- Paul Lamalfa - grabación

## Posicionamiento en listas
| Listas (2019)                             | Mejor posición |
| ----------------------------------------- | -------------- |
| Alemania (Official German Charts)         | 95             |
| Australia (ARIA)                          | 62             |
| Austria (Ö3 Austria Top 40)               | 63             |
| Bélgica (Ultratop) Flanders               | 15             |
| Canadá (Canadian Hot 100)                 | 40             |
| Canadá (CHR/Top 40)                       | 36             |
| Croacia (HRT)                             | 94             |
| Escocia (Official Charts Company)         | 38             |
| Eslovaquia (Radio Top 100)                | 50             |
| España (Bucle Top 20)                     | 12             |
| Estados Unidos (Billboard Hot 100)        | 60             |
| Estados Unidos (Mainstream Top 40)        | 27             |
| Estados Unidos (Rolling Stone Top 100)    | 54             |
| Grecia (International Digital Singles)    | 15             |
| Hungría (Single Top 40)                   | 9              |
| Hungría (Stream Top 40)                   | 23             |
| Irlanda (IRMA)                            | 36             |
| México (Mexico Inglés Airplay)            | 37             |
| Nueva Zelanda Hot Singles (RMNZ)          | 12             |
| Portugal (AFP)                            | 52             |
| Reino Unido (UK Singles Chart)            | 50             |
| República Checa (Singles Digitál Top 100) | 59             |
| Singapur (RIAS)                           | 23             |
| Suecia (Sverigetopplistan)                | 16             |
| Suiza (Schweizer Hitparade)               | 71             |

## Certificaciones
| País (organismo certificador) | Certificación | Unidades certificadas |
| ----------------------------- | ------------- | --------------------- |
| Brasil (Pro-Música Brasil)    | 2x Platino    | 80 000                |
| Canadá (Music Canada)         | Oro           | 40 000                |
| Estados Unidos (RIAA)         | Oro           | 500 000               |
| Polonia (ZPAV)                | Oro           | 10 000                |

## Historial de lanzamiento
| País      | Fecha                   | Formato                      | Discográfica             | Ref           |
| --------- | ----------------------- | ---------------------------- | ------------------------ | ------------- |
| Varios    | 5 de septiembre de 2019 | Descarga digital y Streaming | Epic Records, Syco Music | [ 17 ] [ 56 ] |
| Australia | 6 de septiembre de 2019 | Contemporary hit radio       | Epic Records, Syco Music | [ 57 ]        |